# Łęki Szlacheckie (gmina)
Pour les articles homonymes, voir Łęki Szlacheckie.
Łęki Szlacheckie est une gmina rurale (gmina wiejska) du powiat de Piotrków, dans la Voïvodie de Łódź, dans le centre de la Pologne.
Son siège administratif (chef-lieu) est le village de Łęki Szlacheckie, qui se situe environ 26 kilomètres (km) au sud de Piotrków Trybunalski (siège du powiat) et 71 kilomètres au sud de la capitale régionale Łódź (capitale de la voïvodie).
La gmina couvre une superficie de 108,41 km2 pour une population de 3 686 habitants en 2006.

## Géographie

Position de la gmina dans le powiat

La gmina inclut les villages de:
- Adamów
- Antonielów
- Bęczkowice
- Cieśle
- Dąbrowa
- Dobrenice
- Dobreniczki
- Dorszyn
- Felicja
- Górale
- Huta
- Ignaców Szlachecki
- Janów
- Kolonia Tomawa
- Kolonia Trzepnica
- Kolonia Żerechowa
- Kuźnica Żerechowska
- Lesiopole
- Niwy
- Ogrodzona
- Olszyny
- Piwaki
- Podstole
- Reducz
- Stanisławów
- Teklin
- Tomawa
- Trzepnica
- Wykno
- Żerechowa

### Gminy voisines
La gmina de Łęki Szlacheckie est voisine des gminy de :
- Gorzkowice
- Masłowice
- Ręczno
- Rozprza

## Administration
De 1975 à 1998, la gmina était attachée administrativement à l'ancienne voïvodie de Piotrków.
Depuis 1999, elle fait partie de la nouvelle voïvodie de Łódź.

## Structure du terrain
D'après les données de 2007, la superficie de la commune de Łęki Szlacheckie est de 108,96 kilomètres carrés, répartis comme telle :
- terres agricoles : 67 %
- forêts : 27 %

La commune représente 7,63 % de la superficie du powiat.

## Démographie
Relevé du 30 juin 2004:
| Description        | Total  | Total | Femmes | Femmes | Hommes | Hommes |
| ------------------ | ------ | ----- | ------ | ------ | ------ | ------ |
| Unité              | Nombre | %     | Nombre | %      | Nombre | %      |
| Population         | 3707   | 100   | 1868   | 50,4   | 1839   | 49,6   |
| Densité (hab./km²) | 34,2   | 34,2  | 17,2   | 17,2   | 17     | 17     |